# Waldbrände in Portugal 2017

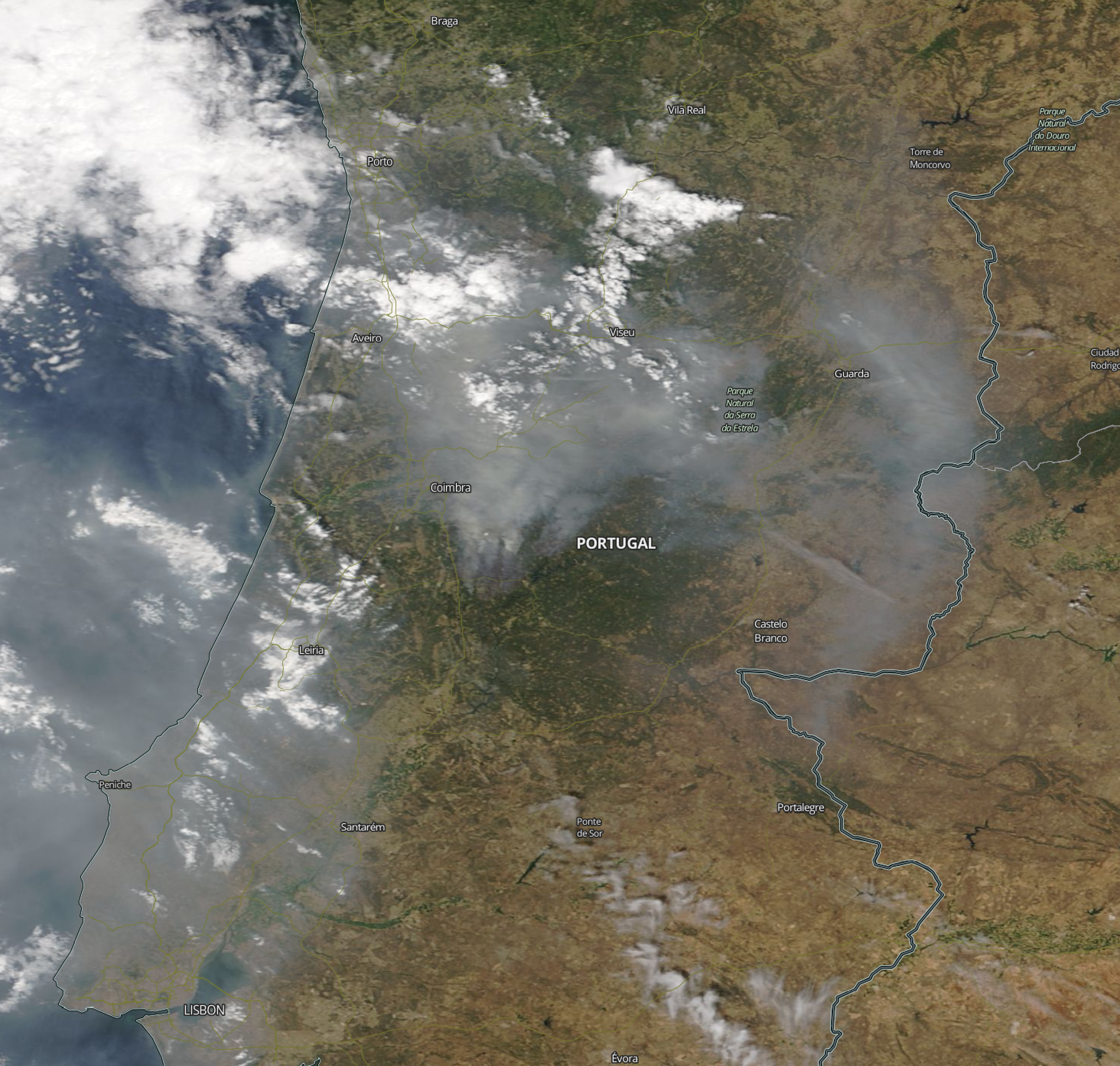
Luftaufnahme der NASA vom 18. Juni 2017; die Rauchschwaden sind deutlich zu erkennen

Die Waldbrände in Portugal 2017 waren eine Reihe von Naturkatastrophen. Im Juni 2017 sind mindestens 65 Personen verbrannt oder an Rauchvergiftung gestorben und um die 200 Personen teils schwer verletzt worden. Bei erneuten Bränden im Oktober kamen in Portugal weitere 45 Menschen ums Leben.

## Ursachen
Auf der iberischen Halbinsel herrschten während der Hitzewellen des Jahres Mitte Juni 2017 Temperaturen von über 35 °C, örtlich über 40 °C (so in Granada mit 41,5 °C), was den Ausbruch von Waldbränden begünstigte. Hinzu kamen atmosphärische Instabilität und trockene Winde. Als Brandbeschleuniger werden auch die zahlreich vorhandenen Eukalypten angesehen.
Anfangs wurde spekuliert, ob Brandstiftung die Waldbrände im Juni ausgelöst hätte. Danach ging die Polizei von einem Blitzschlag als unmittelbare Brandursache aus. So zog am Nachmittag des 17. Juni ein Gewitter auf, das sich über dem Gebiet entlud, ohne dass es dabei regnete; zudem wurde berichtet, dass man den Baum gefunden habe, der von einem Blitz getroffen wurde. Im Oktober 2017 wurde schließlich ein Bericht vorgelegt, der die These vertrat, dass das Feuer im Juni durch den Kontakt zwischen einer Mittelspannungsleitung und der umgebenden Vegetation ausgelöst wurde.

## Löscharbeiten
Durch die starke Rauchentwicklung konnten die internationalen Löschflugzeuge am Abend des 18. Juni nicht abheben. Die Feuerwehr war mit 1700 Feuerwehrleuten, davon 900 im Kreis Pedrógão Grande, und 215 Löschfahrzeugen im Einsatz. eingesetzt.  Zwei der vier Feuerfronten konnten unter Kontrolle gebracht werden. Neben den beiden französischen und den drei spanischen Löschflugzeugen unterstützten weitere sechs internationale Löschflugzeuge die Brandbekämpfung. Zudem unterstützten militärische Einheiten die internationalen Einsatzkräfte.

„Wir machen Fortschritte im Kampf gegen die Flammen – in allen betroffenen Provinzen: Coimbra, Leiria und Castelo Branco. Allerdings brennen hier große Gebiete, viele sind nur schlecht zugänglich. […] In manchen Zonen ist der Rauch einfach so stark, dass die Piloten der internationalen Löschflugzeuge nichts sehen können, viele müssen also am Boden bleiben.“

Ein angeblicher Flugzeugabsturz eines Löschflugzeuges stellte sich später als Falschmeldung heraus. Am Abend des 20. Juni dementierte der portugiesische Zivilschutz die Aussage, dass ein Löschflugzeug von Canadair nahe der Gemeinde Louriceira abgestürzt sei. Nach einer Zeitung hätten Feuerwehrleute einen Knall gehört und einen Feuerball gesehen. Der Zivilschutz erklärte, es könne nicht ausgeschlossen werden, dass ein anderes Fluggerät verunglückt sei, das aber nichts mit den Löscharbeiten zu tun habe, oder dass Gasflaschen im Feuer explodiert seien.
Hilfsorganisationen bauten in vielen Dörfern provisorische Zelte auf und verteilten Lebensmittel. Auch Schulen und Sporthallen wurden zu Schlaflagern umgebaut. In einigen Gebieten fiel der Strom aus. 20 Ortschaften mussten evakuiert werden.
Am Abend des 20. Juni waren ein Großteil der brennenden Flächen unter Kontrolle gebracht worden. An den meisten Feuerfronten sei das Feuer unter Beherrschung gewesen. Ein Sprecher der Einsatzleitung meinte, die Lage habe sich deutlich gebessert. Schließlich konnten die Waldbrände am 22. Juni vollständig unter Kontrolle gebracht werden. Nach Einschätzung europäischer Beobachter wurden bei den Bränden im Juni mindestens 26.000 Hektar Wald zerstört. Auch Tierbestände fielen den Flammen zum Opfer.

## Todesopfer
Bei den Waldbränden im Juni kamen mindestens 65 Personen um, ca. 200 weitere Personen wurden teils schwer verletzt. Unter den Verletzten befanden sich größtenteils Zivilpersonen, aber auch mehrere Feuerwehrleute und ein Militärangehöriger. Elf Personen wurden schwer verletzt. Insgesamt waren am 18. Juni 2017 mehr als 60 Waldbrände in Portugal aktiv, jedoch kamen die meisten Opfer bei dem Waldbrand im Kreis Pedrógão Grande 50 km südöstlich von Coimbra und 200 km nordöstlich von Lissabon zu Tode. Auf der Nationalstraße 236 starben 47 Menschen; davon 30 Personen in ihren Autos, als sie aus dem Gebiet zu fliehen versuchten.

## Reaktionen
Als Folge der ersten Katastrophe verhängte Portugal eine dreitägige Staatstrauer, die bis Dienstag, den 20. Juni, galt. Der portugiesische Premierminister António Costa sprach von der „größten Tragödie“ dieser Art in den vergangenen Jahrzehnten. Es sei der Waldbrand mit den meisten Todesopfern in Portugal seit Beginn der Aufzeichnungen. Noch in der Nacht besuchte Costa das Krisenzentrum in der Region. Staatspräsident Marcelo Rebelo de Sousa besuchte ebenfalls die Krisenregion und lobte die Einsatzkräfte für ihren „heldenhaften“ Einsatz.
Bereits kurz nach Ausbruch der Brände sagte der zuständige EU-Kommissar Christos Stylianides Hilfe durch die Europäische Union (EU) zu. Auch der deutsche Außenminister Sigmar Gabriel bot Unterstützung an. Mithilfe des Erdbeobachtungssystems Copernicus stellt die EU Karten und Satellitenbilder her, mit denen Portugal geholfen werden soll. Die Hilfsmaßnahmen seitens der EU dauerten bis zum 21. Juni an.
Der deutsche Außenminister Gabriel sprach dem portugiesischen Regierungschef António Costa sein Beileid aus: „Es sind erschütternde Bilder von eingekesselten Dörfern und Menschen, die dem Inferno auf der Flucht in ihren Autos zum Opfer gefallen sind.“ Auch die deutsche Bundeskanzlerin Angela Merkel drückte ihre Anteilnahme aus, der Bundespräsident Frank-Walter Steinmeier schickte dem portugiesischen Staatspräsidenten Marcelo Rebelo de Sousa ein Kondolenzschreiben. Darin hieß es: „Die dramatischen Bilder von dem zerstörerischen Waldbrand in Portugal, dem so viele Menschen nicht entfliehen konnten, haben mich sehr betroffen.“
Die portugiesische Fußballnationalmannschaft spielte während des FIFA-Konföderationen-Pokals gegen die mexikanische Fußballnationalmannschaft in Kasan in Trauerflor. Vor Auftakt des Spiels wurde eine Schweigeminute abgehalten. In einer Mitteilung der Mannschaft hieß es: „Wir senden unser inniges Beileid an die Familien, Freunde und Angehörige der Opfer. Wir wissen zwar, dass bloße Worte ihren Schmerz nicht minimieren können. Aber wir werden sie heute auf dem Spielfeld in unseren Herzen tragen.“

## Kritik an den Behörden
Einwohner kritisierten die Einsatzkräfte, da sie stundenlang keinen einzigen Feuerwehrmann gesehen hätten. „Wir hatten weder Wasser noch Strom und wurden zu allem Übel unserem Schicksal überlassen“, beklagten Einwohner. Auch eine Überbelastung der Feuerwehr wurde kritisiert. So seien viel zu wenige Feuerwehrmänner im Einsatz gewesen. Des Weiteren wurde kritisiert, die Einheimischen seien zum Teil nicht rechtzeitig alarmiert worden, auch weil Telefonverbindungen nicht mehr funktioniert hätten. Die Zeitung Jornal de Notícias schrieb, dass die Kommunikationsantennen der Feuerwehr durch die Hitze beschädigt worden seien.
Gemäß dem Forstwissenschaftler Paulo Fernandes von der Universität Trás-os-Montes und Alto Douro hätte die Katastrophe verhindert werden können, wenn man rechtzeitig Straßen gesperrt hätte. Des Weiteren forderte er die bessere Nutzung meteorologischer Daten.
Die Umweltschutzorganisation Quercus gab den portugiesischen Behörden Mitschuld an der Brandkatastrophe. Sie kritisierte, die Regierung habe lange Zeit den Anbau von Eukalypten gefördert. „Eukalyptus hat sich in Portugal stark und ohne Regeln ausgebreitet. Das Ergebnis ist offensichtlich: Bei diesen Waldbränden waren die größten verbrannten Flächen Eukalyptusplantagen“, wie der Umweltschützer Hilario Costa meinte.
Nach Informationen der portugiesischen Zeitung Público müssten die Einsatzpläne der Feuerwehr alle zwei Jahre überarbeitet werden. Dies sei jedoch nicht geschehen, da die Abgeordneten im portugiesischen Parlament, dem Assembleia da República, eine Überarbeitung nicht als dringend notwendig erachtet hätten.

## Weitere Brände in der Region
Am 2. Juli 2017 wurden bei neuen Bränden nahe Tramagal und São Pedro de Tomar mindestens zehn Menschen verletzt, davon neun Feuerwehrleute. Insgesamt waren 380 Feuerwehrleute mit 90 Löschfahrzeugen im Einsatz.
Am 23. Juli 2017 waren wiederum bei neuen Bränden nahe Coimbra und in der Region Castelo Branco mehr als 2300 Feuerwehrleute im Einsatz. Bis zum 26. Juli 2017 wurde die Zahl der Einsatzkräfte auf rund 3300 erhöht, 20 von Flammen eingeschlossene Dörfer wurden evakuiert.
Am 17. August 2017 waren im Norden und Zentrum Portugals mehr als 3000 Feuerwehrleute gegen Waldbrände im Einsatz. Nahe Vila de Rei wurden Dutzende Menschen evakuiert.
Am 16. Oktober 2017 wurde bekannt, dass bei erneuten Bränden in den Regionen Coimbra, Castelo Branco sowie Viseu im Zentrum des Landes und Aveiro im Norden, mindestens 45 Menschen ums Leben gekommen sind. Auch in der nordwestspanischen Provinz Galicien starben mindestens vier Menschen.

## Politische und juristische Konsequenzen
Nach den erneuten Bränden mit zahlreichen Todesopfern im Oktober 2017 trat die portugiesische Innenministerin Constança Urbano de Sousa am 18. Oktober von ihrem Amt zurück. In ihrem Rücktrittsschreiben erwähnte Urbano de Sousa, sie habe schon nach den Bränden vom Juni um ihre Entlassung gebeten, was vom Premierminister António Costa damals aber abgelehnt wurde. Urbano de Sousa hielt bei ihrem Rücktritt fest, die Brände hätten zwar mehrere Ursachen gehabt, dennoch kam sie zum Schluss, „dass weder die politischen noch die persönlichen Voraussetzungen gegeben sind, um im Amt zu bleiben.“
Die Brandkatastrophe war Auslöser für eine Klage von sechs jungen Portugiesen vor dem Europäischen Gerichtshof für Menschenrechte gegen 33 Staaten Europas (sämtliche Mitglieder der Europäischen Union sowie Norwegen, Russland, Großbritannien, die Türkei, die Schweiz und die Ukraine). Vier der Kläger stammen aus der von den Bränden betroffenen Provinz Leiria, die anderen zwei aus Lissabon, wo im Jahr 2018 Rekordtemperaturen von bis zu 44 Grad Celsius gemessen wurden. In der mittels Crowdfunding finanzierten, mit Unterstützung der in London und Dublin ansässigen Nichtregierungsorganisation Global Legal Action Network (GLAN) im September 2020 eingereichten Klage, der ersten Klimawandelklage beim EGMR überhaupt, werfen sie den 33 Staaten vor, die Klimakrise verschärft und damit die Zukunft ihrer Generation gefährdet zu haben. Der EGMR solle anordnen, dass die Staaten die von ihnen, ihren Verbrauchern und ihren Wirtschaftsunternehmen verursachten inländischen als auch grenzübergreifenden Emissionen viel stärker reduzieren als bisher, da sonst die Erderwärmung nicht auf 1,5 Grad begrenzt werden könne. Der EGMR teilte am 30. November 2020 mit, dass er die Klage annimmt, wegen der Wichtigkeit und Dringlichkeit des Themas nicht auf der eigentlich vorgeschriebenen vorhergehenden Ausschöpfung der 33 nationalen Rechtswege besteht, sondern die Angelegenheit beschleunigt behandelt und die beklagten Staaten zur Stellungnahme bis Februar 2021 auffordert.